# NGC 6866
NGC 6866 ist ein offener Sternhaufen vom Trumpler-Typ II2m im Sternbild Schwan am Nordsternhimmel. Er hat eine Helligkeit von 7,6 mag und eine Flächenausdehnung von 7,0′ × 7,0′. Der Haufen ist rund 4.700 Lichtjahre vom Sonnensystem entfernt, sein Alter wird auf 800 Millionen Jahre geschätzt.
Entdeckt wurde das Objekt am 23. Juli 1783 von Caroline Herschel.